# روبرت هيوز (ممثل أسترالي)
روبرت هيوز (بالإنجليزية: Robert Hughes)‏ هو ممثل أسترالي، ولد في 19 أغسطس 1948 في سيدني في أستراليا.

## وصلات خارجية
- روبرت هيوز على موقع IMDb (الإنجليزية)
- روبرت هيوز على موقع ميوزك برينز (الإنجليزية)
- روبرت هيوز على موقع قاعدة بيانات الفيلم (الإنجليزية)